# Bánh hỏi
Bánh hỏi é um prato do Vietnã, que consiste em vermicelli (finos macarrões) de arroz, trançados ou aglomerados em bolos intrincados, e frequentemente coberto com chalotas e cebolinhas refogadas em azeite, servido com um prato de carne como acompanhamento. Os fios de massa são geralmente da finura de um palito de dentes; eles são cozidos de forma que a textura se torne firme o suficiente para eles não se desmoronarem, mas que não fiquem grudentos, para que o prato fique leve para ser comido em um café da manhã.

## Origem
Bánh hỏi originou-se na província de Bình Định, na região da Costa do Centro-Sul do Vietnã. Em Bình Định, geralmente se come bánh hỏi em qualquer refeição durante o dia, substituindo arroz e sopas feitas com massa.

## Preparação
A preparação de bánh hỏi exige várias etapas. Primeiro, arroz de boa qualidade fica de molho dentro d'água por uma noite inteira; ele é então lavado com água vezes o suficiente para que a água da lavagem saia completamente clara. Os grãos de arroz são transformados em farinha e misturados com água e amido para que a massa cresça; a mistura de farinha é, então, ou cozida ao vapor, ou cozida em uma panela, até que ela comece a tomar forma mas não fique grudenta. Essa etapa é crucial para fazer os macarrões ficarem macios, leves e soltinhos, com uma textura bastante firme.
Após a preparação da massa, cilindros especiais de cobre ou de alumínio, com vários furos pequenos (do tamanho de um palito de dente), são usados para enformar a massa cozida em vários fios finos como vermicelli. Pressionar a massa exige bastante força, por ela ser firme e os buracos dos cilindros serem de tamanho muito reduzido. Os fios que saem do cilindro são pressionados juntos e cortados em um tamanho de aproximadamente 10 centímetros, criando uma espécie de "rede" feita da massa, que é então posicionada em uma superfície plana para ser cozida a vapor. O cozimento final dura aproximadamente cinco minutos, e então o bánh hỏi está pronto para ser consumido.

## Consumo
Como outros pratos de bún (vermicelli de arroz), bánh hỏi é servido frio. Tradicionalmente, o bánh hỏi de Bình Định é servido com cebolinho-chinês cortado em pequenos pedaços. O cebolinho-chinês é rapidamente refogado em óleo e jogado sobre a massa, dando sabor e aroma, fazendo do  bánh hỏi um prato agradável de ser comido puro ou acompanhado. Ele também é comumente servido com chao tom (camarão com cana-de-açúcar) ou carne suína, bovina ou de pato.

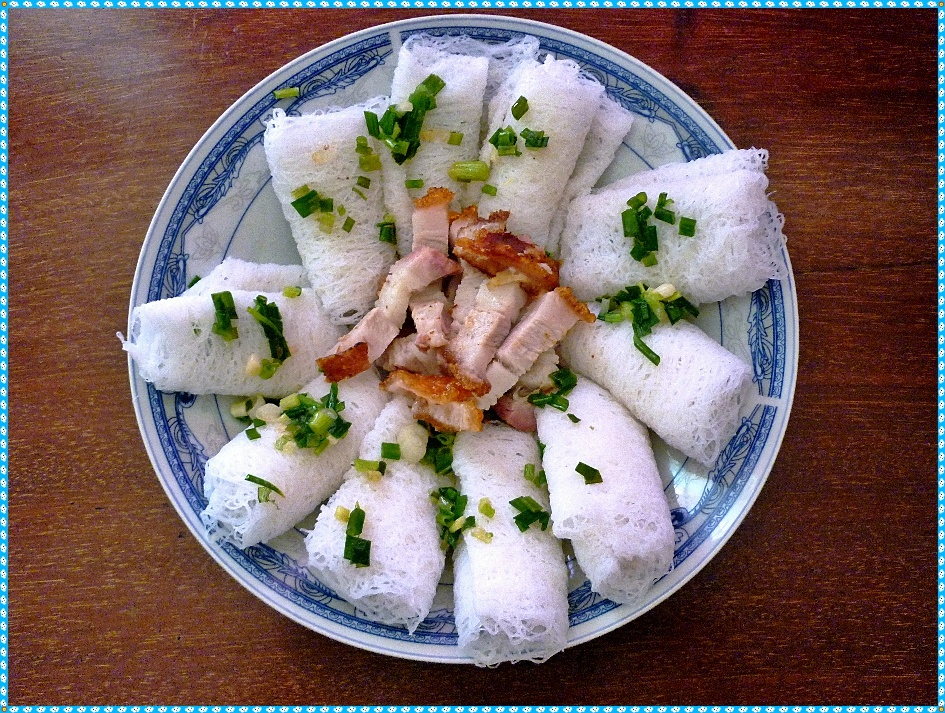
Um prato de bánh hỏi servido em Ho Chi Minh.